# اشرف چودری
اشرف چودری (Ashraf Choudhary) سیاستمدار مسلمان و پاکستانی‌تبار نیوزیلندی و اولین نماینده مسلمان پارلمان نیوزیلند است. وی که عضو حزب کارگر نیوزیلند فردی لیبرال است به طوری که رای مثبت او به لوایحی مانند قانونی شدن روسپی‌گری و ازدواج همجنسگرایان موجب واکنش منفی جامعه مسلمانان نیوزیلند شده‌است.